# Brute Force (film, 1914)
Pour les articles homonymes, voir Brute Force.
Pour plus de détails, voir Fiche technique et Distribution.
Brute Force est un film américain réalisé par D. W. Griffith, sorti en 1914.

## Fiche technique
- Titre : Brute Force
- Réalisation : D. W. Griffith
- Photographie : G. W. Bitzer
- Pays d'origine : États-Unis
- Format : Noir et blanc - 1,33:1 - Film muet
- Genre : drame
- Durée : 32 minutes
- Date de sortie : 1914

## Distribution
- Robert Harron : Harry Faulkner (Prologue) / Weakhands
- Mae Marsh : Priscilla Mayhew (Prologue) / Lily White
- William J. Butler (en) : le père de Priscilla
- Wilfred Lucas : Brute Force
- Edwin Curglot : Homme des cavernes
- Alfred Paget : In Club / Tribesman
- Jennie Lee : Femme des cavernes
- Joseph Jiquel Lanoë : In Club / Tribesman